# Une journée à New York
Pour plus de détails, voir Fiche technique et Distribution.
Une journée à New York, ou Escapade à New York au Québec (New York Minute), est une comédie américaine de type teen movie, réalisée par Dennie Gordon et sortie en 2004. Elle met en vedette les sœurs Mary-Kate et Ashley Olsen de la série télévisée La Fête à la maison.

## Synopsis
24 heures de délire attendent deux sœurs jumelles que tout oppose. Farouches adversaires, Jane et Roxanne Ryan, 17 ans, sont contraintes de se rendre ensemble à New York pour des raisons toutes différentes. Mais un quiproquo bouleverse leurs plans, les associant malgré elles à une transaction louche...

## Fiche technique
- Titre : Une journée à New York
- Titre québécois : Escapade à New York
- Titre original : New York Minute
- Réalisation : Dennie Gordon
- Scénario : Emily Fox
- Musique : George S. Clinton
- Supervision de la musique : John Houlihan
- Directeur de la photographie : Greg Gardiner
- Montage : Roderick Davis et Michael L. Sale
- Direction artistique : Peter Grundy
- Décors : Michael Carlin
  - Décors de plateau : Jaro Dick
- Costumes : Christopher Hargadon
- Producteurs : Denise Di Novi, Ashley Olsen, Mary-Kate Olsen et Robert Thorne
  - Coproductrices : Christine A. Sacani et Jill Zimmerman
  - Productrice exécutive : Alison Greenspan
- Sociétés de production : Warner Bros. Pictures, Dualstar Productions et Di Novi Pictures
- Société de distribution :  Warner Bros. Pictures
- Budget : 30 millions de dollarsUS[1]
- Pays :  États-Unis
- Langue : anglais
- Format : couleur – 35mm, cinéma numérique – 1,85:1 — son Dolby Digital, Digital Theater System et SDDS
- Durée : 91 minutes
- Genre : comédie, crime, famille
- Dates de sortie :
  -  Canada,  États-Unis : 7 mai 2004
  -  France : 18 août 2004

## Distribution
- Mary-Kate Olsen (V.F. : Dorothée Pousséo ; V.Q. : Bianca Gervais) : Roxy Ryan
- Ashley Olsen (V.F. : Dorothée Pousséo ; V.Q. : Bianca Gervais) : Jane Ryan
- Andy Richter (V.F. : Michel Mella ; V.Q. : François L'Écuyer) : Bennie Bang
- Jared Padalecki (V.F. : Axel Kiener ; V.Q. : Philippe Martin) : Trey Lipton
- Riley Smith (V.F. : Charles Pestel ; V.Q. : Guillaume Champoux) : Jim, le messager
- Andrea Martin (V.F. : Frédérique Tirmont ; V.Q. : Claudine Chatel) : la sénatrice Anne Lipton
- Eugene Levy (V.F. : Michel Papineschi ; V.Q. : Jean-Marie Moncelet) : Max Lomax
- Drew Pinsky (V.F. : Jérôme Keen ; V.Q. : Denis Bernard) : Docteur Ryan
- Darrell Hammond (V.Q. : Alain Zouvi) : Hudson McGill
- Alannah Ong (V.F. : Yumi Fujimori ; V.Q. : Élise Bertrand) : Ma Bang
- Mary Bond Davis (V.Q. : Johanne Léveillé) : Shirley
- Simple Plan : eux-mêmes

Source et légende : Version française (V.F.) sur RS Doublage et Voxofilm ; Version québécoise (V.Q.) sur Doublage Québec

## Musique
- Tear Off Your Own Head, interprétée par The Bangles
- War, interprétée par Edwin Starr
- Please Don't Tease, interprétée par The Donnas
- Alright Alright (Here's My Fist Where's The Fight?), interprétée par Sahara Hotnights
- From Rusholme with Love, interprétée par Mint Royale
- Hey Baby, interprétée par No Doubt
- Rubberneckin' (Paul Oakenfold Remix), interprétée par Elvis Presley
- Vacation, interprétée par Simple Plan
- Wave Goodbye, interprétée par Steadman
- Hey Driver, interprétée par Lucky Boys Confusion
- Suffragette City, interprétée par David Bowie
- Curbside Prophet, interprétée par Jason Mraz